# Kim Eriksen
Kim Jolin Eriksen (nascido em 10 de fevereiro de 1964) é um ex-ciclista dinamarquês, profissional de 1984 à 1990. Defendeu as cores do seu país nos Jogos Olímpicos de Verão de 1984. Ele terminou em 40.º no contrarrelógio individual e em sétimo nos 100 km de contrarrelógio por equipes.